# Michel de Pontbriand
Pour les autres membres de la famille, voir Famille du Breil de Pontbriand.
Michel du Breil de Pontbriand, né le 30 mars 1911 à Erbray (Loire-Atlantique), mort le 28 août 2000 à Châteaubriant, est un résistant et un homme politique français.

## Biographie

### Origines familiales et débuts
Michel du Breil de Pontbriand est issu d'une famille de la noblesse chevaleresque de Bretagne: la famille du Breil. Il est le fils d'Henri du Breil de Pontbriand (1883-1921), conseiller général de Loire-Inférieure, et d'Yvonne Cormaille de Valbray, et le petit-neveu de Fernand du Breil de Pontbriand (1848-1916), député puis sénateur de la Loire-Inférieure.
Il fait ses études secondaires au lycée Saint-Vincent de Paul à Rennes, puis fait des études à l'école d'agriculture de Ploërmel. Il s'installe ensuite comme propriétaire-exploitant à Erbray dans son château de La Haie-Besnou.
En 1937, il épouse Monique de La Grandière, dont il aura six enfants.

### Entrée en politique et Résistance
Il est sollicité le 20 avril 1941 par le maire d'Erbray, M. Leneil, pour l’aider dans sa tâche. Il prend sa succession le 19 octobre 1941, à la demande du conseil municipal de la commune, et est nommé maire par le préfet le 31 janvier 1942.
En même temps, dans la Résistance, il est membre du réseau Buckmaster-Oscar. Il détient un émetteur de radio qu'il cache sous l’autel de la chapelle du château.
À la suite de la loi du 4 septembre 1942, qui autorise le gouvernement à contraindre les hommes de 18 à 50 ans, et les femmes célibataires de 21 à 35 ans à effectuer tous travaux « jugés utiles dans l’intérêt supérieur de la Nation », et à l’instauration, le 16 février 1943, du Service du travail obligatoire, les réquisitions d’hommes et de femmes se multiplient, y compris dans les campagnes. Michel de Pontbriand, en tant que maire, est tenu de faire porter ces réquisitions par le garde-champêtre mais, à chaque fois, il fait prévenir les intéressés, leur permettant ainsi de s’échapper et, souvent, de rejoindre les maquis.
Il est arrêté le 21 janvier 1944, en même temps que l'abbé Joseph Hervouët à Saint-Julien-de-Vouvantes et un certain nombre d’autres résistants à Châteaubriant. Il est ensuite déporté, notamment aux camps d'Auschwitz, Buchenwald et Flossenbürg. Là, il fait partie du commando Floha où seulement 50 déportés ont survécu jusqu’à la libération en 1945.

### Vie politique après-guerre
À son retour, atteint de tuberculose, il est bien soigné par le Dr Bernou à l’Hôpital des Fougerays à Châteaubriant.
Il est réélu conseiller municipal d’Erbray le 26 avril 1945, puis maire le 20 mai 1945. Il le restera jusqu’en 1983.
Il est en même temps conseiller général du canton de Châteaubriant de 1945 à 1964 et sénateur de 1948 à 1965.
Homme de droite, mais apprécié à gauche, c'est un élu compétent et affable, bienveillant et discret, plein d’humour, ouvert à tous, homme de bon conseil, à l’écoute de ses concitoyens y compris des plus démunis.

## Mandats

### Maire
- 1941-1944 : maire d'Erbray
- 1945-1983 : maire d'Erbray

### Conseiller général
- 1945-1964 : membre du Conseil général de la Loire-Atlantique, élu dans le canton de Châteaubriant

### Sénateur
- 07/11/1948 - 18/06/1955 : sénateur de la Loire-Inférieure
- 19/06/1955 - 26/04/1959 : sénateur de la Loire-Atlantique
- 26/04/1959 - 01/10/1965 : sénateur de la Loire-Atlantique

## Distinctions
- Croix des services militaires volontaires